# Giuseppe Giacinto Moris
Giuseppe Giacinto Moris (parfois francisé en Joseph Hyacinthe Moris ou Joseph Moris), né le 25 avril 1796 à Orbassano, dans le Piémont et mort le 18 avril 1869  à Turin, est un botaniste, directeur du Jardin botanique de Turin, et sénateur du royaume de Sardaigne, du XIXe siècle.

## Biographie
Le 3 mai 1848, Giuseppe Giacinto Moris est nommé sénateur du royaume de Sardaigne.

## Académies
Giuseppe Giacinto Moris appartient à de nombreuses sociétés savantes du Piémont, puis d'Italie, notamment l'Académie des sciences de Turin et de l'Accademia di Agricoltura di Torino dont il sera le Vice-Président de 1836 à 1838.
Il est membre de la Société botanique de France.
Il est élu le 10 avril 1851 à l'Académie des sciences, belles-lettres et arts de Savoie, avec pour titre académique Agrégé.

## Décorations
Giuseppe Giacinto Moris, en raison de ses activités, a reçu plusieurs décorations :
- Grand officier de l'ordre des Saints-Maurice-et-Lazare (1er juin 1862), après avoir été fait chevalier puis commandeur(22 novembre 1854) ;
- Chevalier de l'ordre civil de Savoie (24 mars 1838) ;
- Officier de l'ordre de la Couronne d'Italie (15 décembre 1870) ;